# Muchołówka szara
Muchołówka szara (Muscicapa striata) – gatunek małego ptaka wędrownego z rodziny muchołówkowatych (Muscicapidae).

## Systematyka
Wyróżniono kilka podgatunków M. striata:
- muchołówka szara[4] (Muscicapa striata striata) – Europa do zachodniej Syberii, północno-zachodnia Afryka.
- Muscicapa striata inexpectata – Półwysep Krymski.
- Muscicapa striata neumanni – wyspy Morza Egejskiego przez Bliski Wschód do Kaukazu i północnego Iranu, również środkowa Syberia.
- Muscicapa striata sarudnyi – wschodni Iran i Turkmenistan do gór centralnej Azji oraz północnego Pakistanu.
- Muscicapa striata mongola	– Mongolia i południowo-środkowa Syberia.
- Muscicapa striata balearica – Baleary.
- muchołówka śródziemnomorska[4] (Muscicapa striata tyrrhenica) – Korsyka i Sardynia.

Międzynarodowy Komitet Ornitologiczny (IOC) wyodrębnia podgatunki tyrrhenica i balearica do osobnego gatunku Muscicapa tyrrhenica.

## Występowanie
W sezonie lęgowym zamieszkuje prawie całą Europę, zachodnią i środkową Azję oraz północno-zachodnie krańce Afryki, od Oceanu Atlantyckiego po środkową Syberię. Wędrowny, migruje na duże odległości ze względu na pokarm. Zimuje w Afryce Subsaharyjskiej – od wybrzeży Afryki Zachodniej i obszarów na północ od równika po południowe krańce kontynentu. Przeloty od kwietnia do maja i od sierpnia do września.
W Polsce średnio liczny ptak lęgowy w całej niżowej części kraju od kwietnia do września, rzadko spotykany jedynie w górach (do 1100 m n.p.m.). Największe zagęszczenie notuje się w starych parkach i zadrzewieniach osiedli ludzkich. W pierwotnej części Puszczy Białowieskiej wynosi ono od dziesiątych części jedności do ok. 2,5 pary lęgowej na 10 ha powierzchni, w zagospodarowanych lasach 5–10 par, a w starych poznańskich parkach nawet do 7 par na 10 ha. Liczniejsze obserwacje notuje się jesienią na Wybrzeżu, choć nawet wtedy nie tworzą większych koncentracji, a jedynie małe rodzinne stadka. Ostatnie muchołówki odlatują w październiku i nie podejmują prób zimowania w kraju.

## Charakterystyka

### Wygląd zewnętrzny

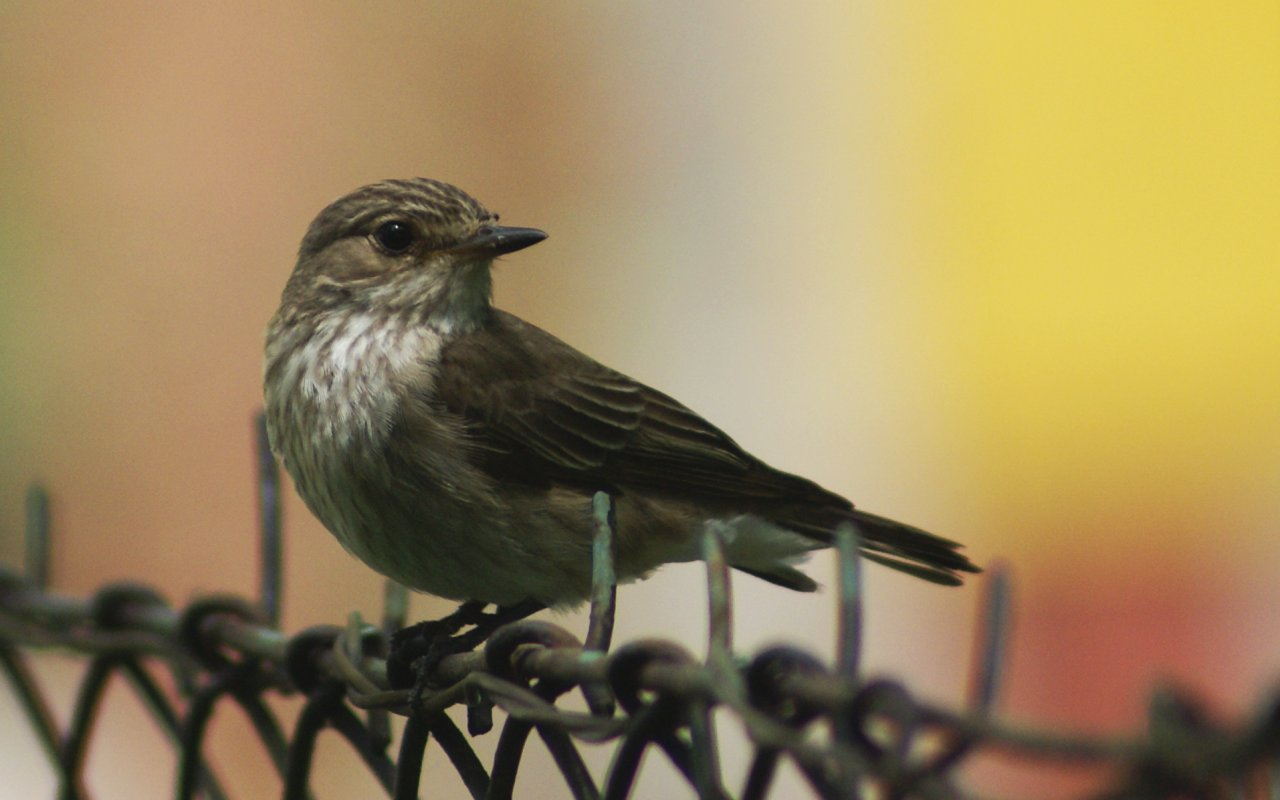
Muchołówkę szarą często można spotkać na czatowaniu w eksponowanym miejscu w terenie

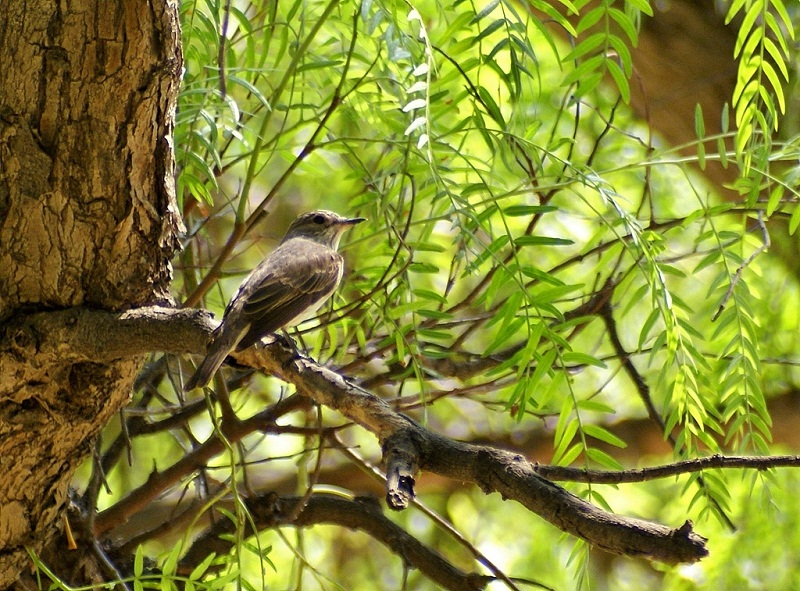
Muchołówka szara w typowym dla tego gatunku środowisku

Największa z europejskich muchołówek. Obie płci ubarwione jednakowo – oliwkowoszare lub brudnoszare. Samca można wyróżnić tylko po śpiewie. Upierzenie na wierzchu ciała, skrzydłach i ogonie szarobrązowe, bez białego lusterka na skrzydle. Czoło, kark, pierś i wierzch głowy ciemno kreskowane, czasem nastroszone. Spód ciała brudnobiały z ciemnym kreskowaniem, na bokach brązowawy. Oczy czarne, dziób dość długi, matowy brązowoszary. Przy podstawie dzioba na krawędzi jamy ustnej znajdują się szczeciniaste piórka. Nogi są słabe i dość krótkie, służąc głównie do siadania. Młode wyglądają podobnie jak dorosłe, ale mają  żółtawo nakrapiany wierzch ciała (przypominają łuski) przed pierwszym pierzeniem i blado nakrapiany (a nie kreskowany) spód.
W porównaniu z wróblem ma smuklejszą budowę ciała, wielkości rudzika. Ma zaokrąglone skrzydła i dość długi ogon.

### Rozmiary
długość ciałaok. 14-15 cm,
rozpiętość skrzydełok. 23–25,5 cm,
długość skrzydła złożonego8,5–9,1 cm,
długość ogona6-6,5 cm.

### Masa ciała
ok. 12-21 g

### Głos
Odzywa się rzadko i cicho, toteż nie jest ptakiem dobrze znanym. Śpiew to krótki, powolny szczebiot, złożony z jedno- i dwusylabowych wysokich, syczących, szorstkich i skrzypiących tonów – „ci ci sri criu tsr” bez strofek. Głos wabiący: ciche proste „pst pst” lub niewyraźne, szorstkie „tik tik” i zaniepokojony: ostre „tk” lub „cek”. Odgłosy te jednak nie budzą uwagi. Po opuszczeniu gniazda młode wydają ciche „cip cip”.

### Zachowanie
Polując na owady, przesiaduje w punkcie obserwacyjnym (przez większość dnia), tzw. czatowni z dobrym widokiem na okolicę, w charakterystycznej wyprostowanej pozycji. Często „dyga”, strzepuje skrzydłami i ogonem. Zazwyczaj dany ptak ma kilka ulubionych miejsc, wśród których są bezlistne gałązki, płoty, paliki, słupy elektryczne, druty itp. Nie prowadzi skrytego trybu życia, choć w lesie, gdy spokojnie siedzi na gałęzi, jest trudna do zauważenia, bo zlewa się z cienistym otoczeniem. Uwagę zwraca śpiewem i wabieniem lub zwinnym lotem w pogoni za owadami, a czasem tylko pozostawionym gniazdem. To świetny lotnik. W przeciwieństwie do większości ptaków, przed odlotem na zimowiska nie gromadzi rezerw tłuszczu, ale poluje w trakcie migracji. Muchołówki szare wędrują nocą, pojedynczo lub w grupkach rodzinnych.

### Długość życia
W niewoli odnotowano długość życia 11,8 roku.

## Środowisko
Obrzeża prześwietlonych lasów, polany, stare parki, sady i ogrody z krzewami obok otwartych przestrzeni (podobnych siedlisk szukają w czasie migracji). Pierwotnie muchołówki szare zamieszkiwały głównie stare, przerzedzone drzewostany, zwłaszcza nadrzeczne. Obecnie spotykane w prawie wszystkich typach lasów, zwłaszcza na ich obrzeżach, oraz w zadrzewieniach śródpolnych i w pobliżu osad ludzkich, w parkach miejskich i podmiejskich, ogrodach, cmentarzach, alejach drzew. Zimuje w lasach akacjowych i ciernistych zaroślach. Nie przylatuje do karmnika. W Europie najczęściej spotykana na terenach rolnych i w obrębie zabudowań.

## Pożywienie

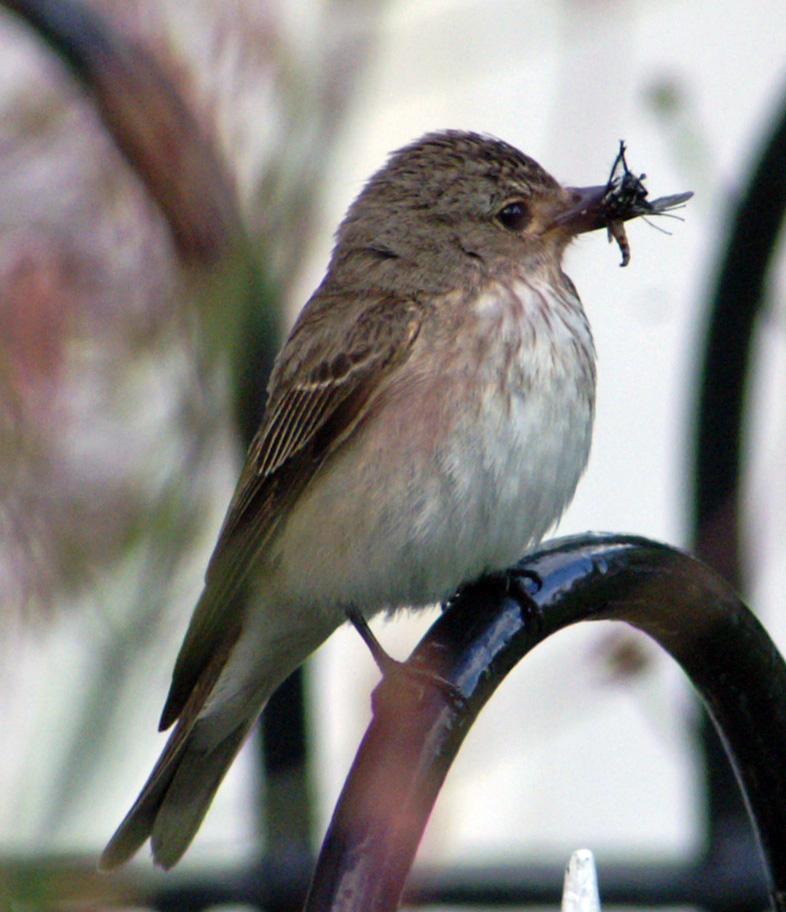
Głównym pokarmem muchołówki są muchówki

Owady, przeważnie muchówki, błonkówki, a rzadziej motyle, chrząszcze i ważki. Czatuje na ofiary siedząc na wyeksponowanym miejscu, w pozycji niemal pionowej. Po dostrzeżeniu owada zrywa się do krótkiego, zwinnego lotu i chwyta go kłapnięciem dzioba, po czym wzlatuje i powraca na to samo miejsce (stąd wzięła się nazwa ptaka). Może również zbierać owady z liści, zawisając w powietrzu, oraz z ziemi. Przed połknięciem często odłamuje im skrzydła. Jesienią i latem zjada też jagody, ale w przeciwieństwie do innych muchołówek mięsistymi owocami żywi się rzadko. W czasie chłodnych dni zmienia się jej rytm życia – poszukuje pokarmu w koronach drzew i zbiera martwe owady z ziemi.

Specjalizacja do chwytania owadów w locie objawia się przez szeroki u podstawy dziób, który powiększają dodatkowo długie szczecinki wyrastające z górnej szczęki.

## Lęgi

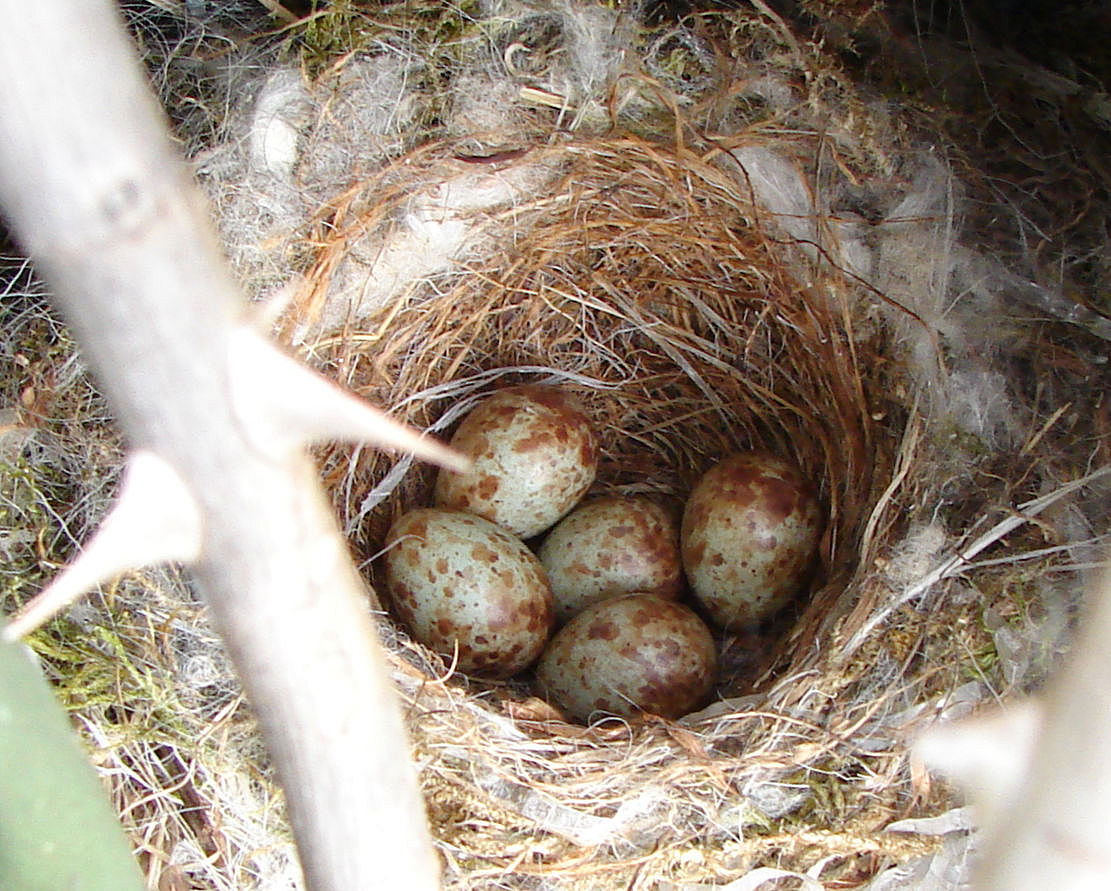
Jaja muchołówki szarej

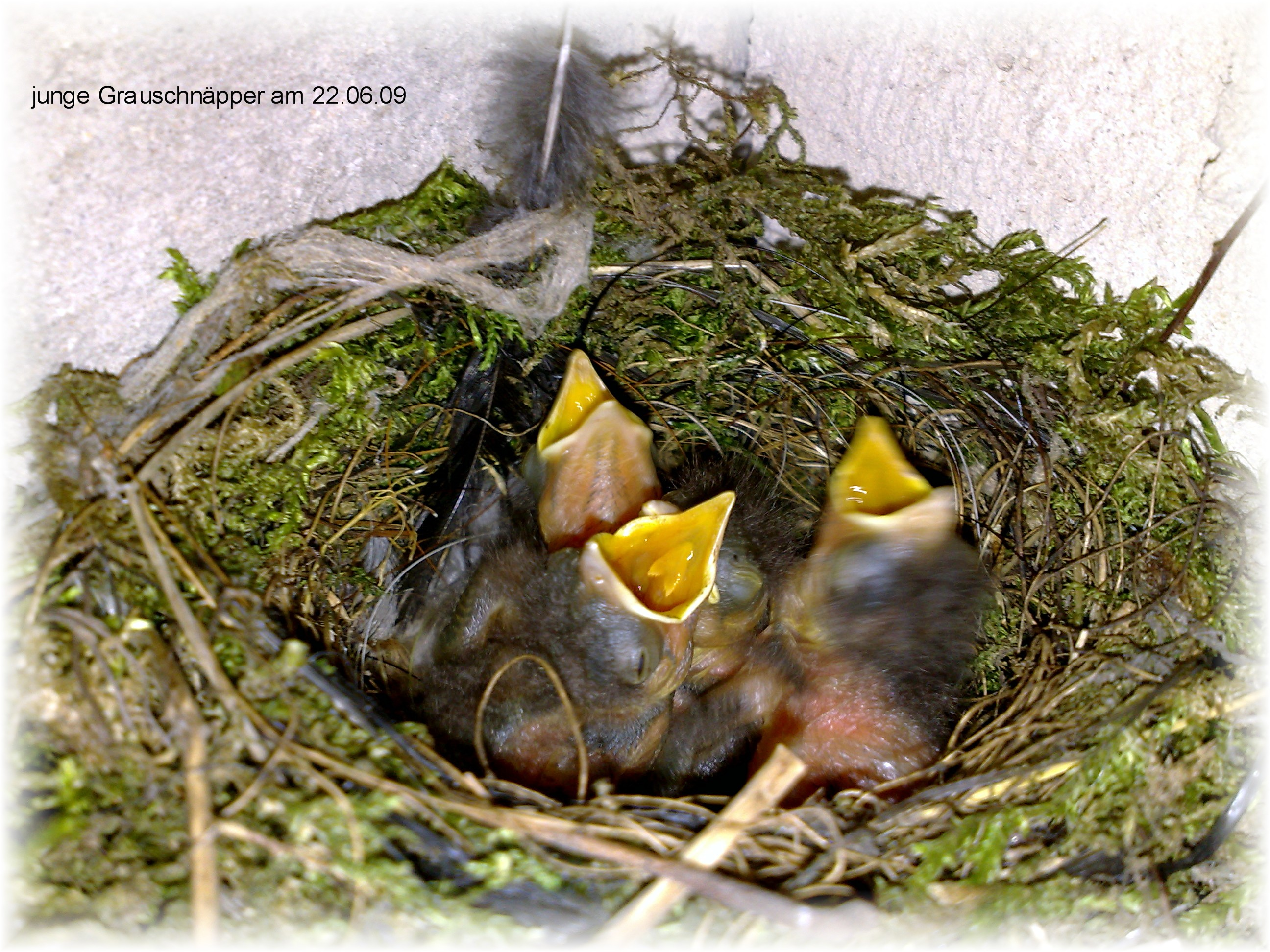
Młode muchołówki szare w gnieździe

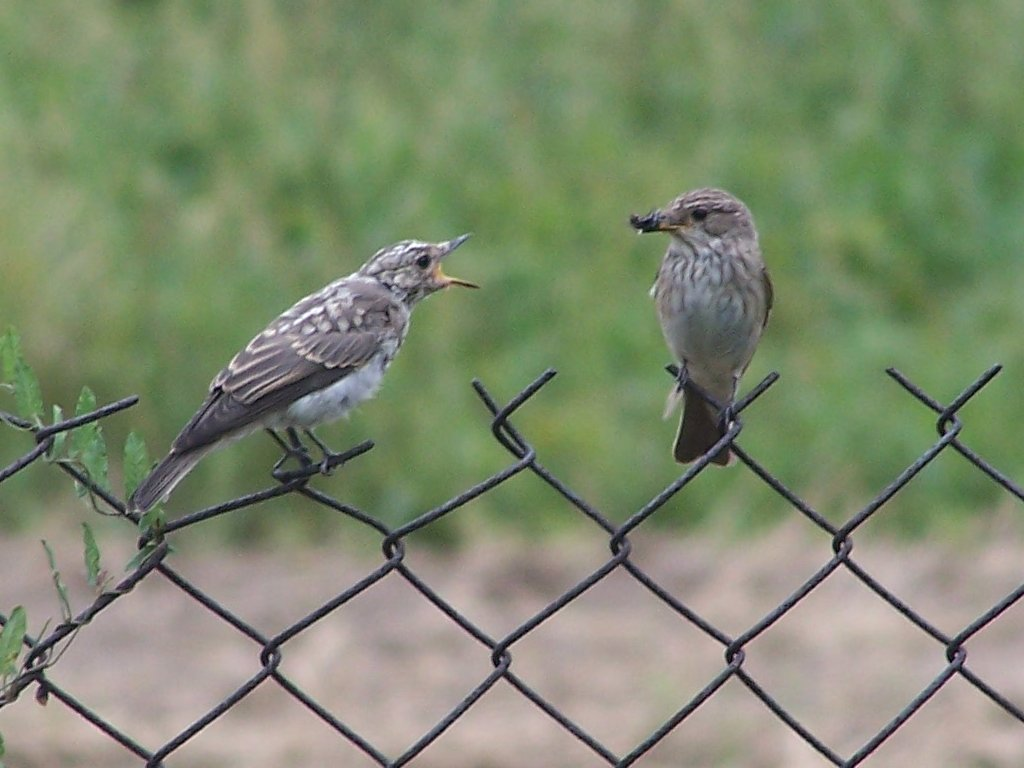
Karmienie podlota

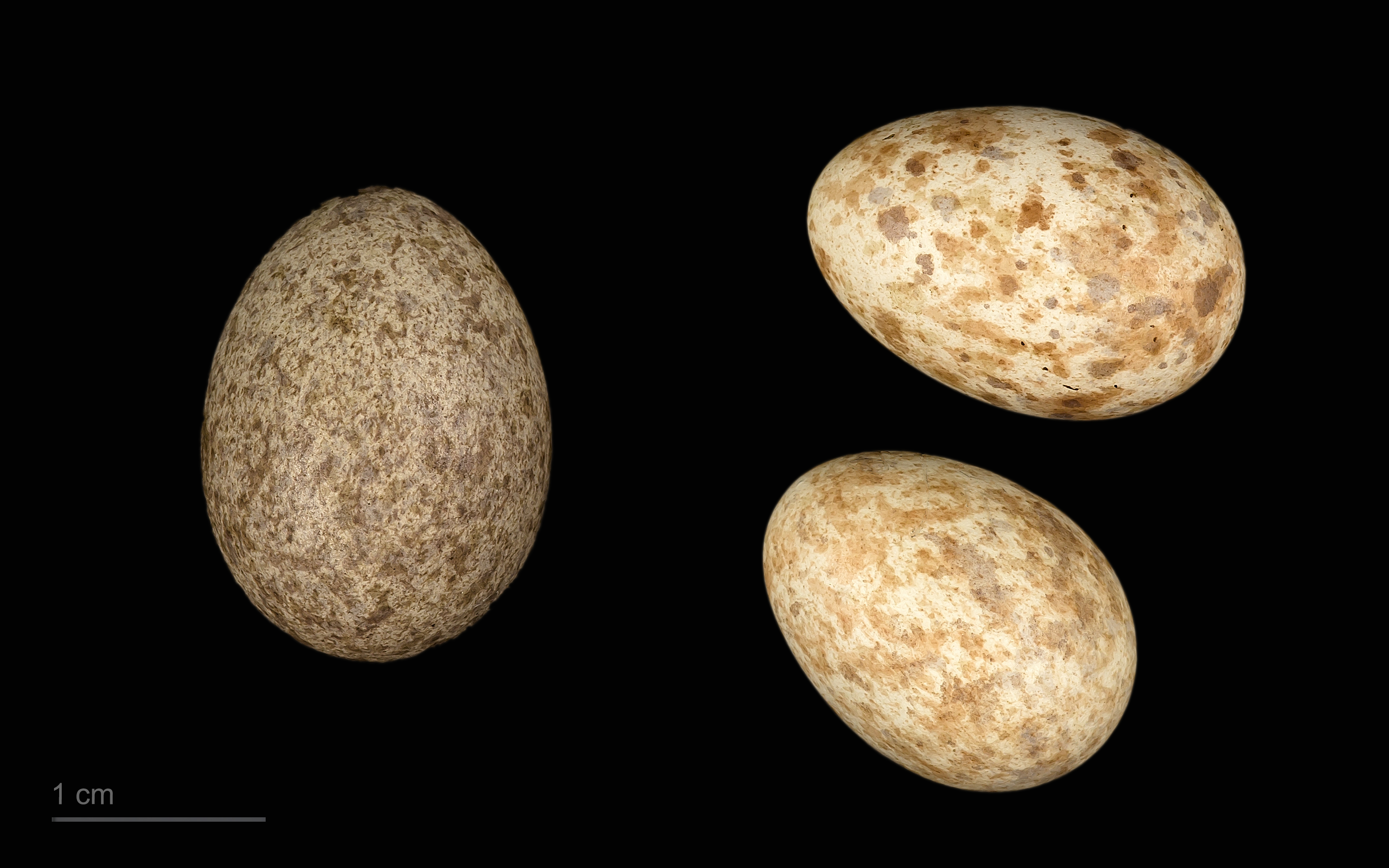
Cuculus canorus canorus + Muscicapa striata

Na lęgowiska wraca pod koniec kwietnia i w maju. W ciągu roku wyprowadza jeden lub dwa lęgi: pierwszy w maju, a ewentualny drugi w czerwcu. Okres lęgowy kończy się najpóźniej w lipcu.

### Toki
Samiec wabi samicę zaczynając swą pieśń na wzniesionych elementach terenu. Pary są monogamiczne.

### Gniazdo
Półotwarte, płytkie dziuple i rozwidlenia grubszych konarów lub wnęki, krokwie i zakamarki budynków, zazwyczaj do wysokości 3 m budowane. Może być osadzone na belce stropowej dachu, okiennicy, w płytkiej wnęce muru, półjaskiniach, za pnącymi roślinami lub szczelinie, sęku, pnia drzewnego. Solidne gniazdo, o kształcie czarki, jest budowane przez samicę, wite ze źdźbeł, mchu, porostów, korzonków, piórek i włosia, kawałków sznurka znalezionego w okolicy, spojone pajęczynami. Wyścielenie składa się z piór i włosia. Korzysta także z półotwartych skrzynek lęgowych (powinny być jednak zabezpieczone siatką ogrodzeniową, aby sroka lub inny krukowaty nie zrabowały lęgu). Rzadko może też być ulokowane w rozwidleniach gałęzi.

### Jaja
Samica składa zwykle 4–6 (rzadko 7) jaj, bladoniebieskich lub zielonkawych z rdzawymi i brązowymi plamkami. Wysiadywanie trwa 12–14 dni i przeważnie jest wykonywane przez samicę. Pomoc samca w tym względzie jest sporadyczna. W tym czasie może on jednak dokarmiać przyszłą matkę. Zdarza się, że pada ofiarą pasożyta lęgowego jakim jest kukułka. Drugi lęg przypada na czerwiec lub początek lipca. Wykorzystywane jest zwykle poprzednie gniazdo.

### Pisklęta
Młode opuszczają gniazdo po 12–16 dniach, lecz w pełni samodzielne są dopiero po upływie 2-4 tygodni. Przez ok. tydzień lub dwa są jeszcze karmione przez rodziców (samiec dołącza do wychowywania młodych), próbują też same łowić przelatujące owady, nie podrywając się z gałęzi. Aż do odlotu na zimowiska nie są przeganiane z rewiru przez rodziców, ale karmione przez nich.

## Status i ochrona
IUCN uznaje muchołówkę szarą za gatunek najmniejszej troski (LC, Least Concern) nieprzerwanie od 1988 roku. Liczebność światowej populacji, wstępnie obliczona w oparciu o szacunki organizacji BirdLife International dla Europy z 2015 roku, mieści się w przedziale 54–84 miliony dorosłych osobników. Globalny trend liczebności populacji uznawany jest za spadkowy.
W Polsce muchołówka szara objęta jest ścisłą ochroną gatunkową. Na Czerwonej liście ptaków Polski została sklasyfikowana jako gatunek najmniejszej troski (LC). Według szacunków Monitoringu Pospolitych Ptaków Lęgowych, w latach 2013–2018 krajowa populacja muchołówki szarej liczyła 216–310 tysięcy par lęgowych.
Patrząc na potrzeby człowieka, muchołówka szara jest korzystnym ptakiem, bo eliminuje wysoką liczbę dwuskrzydłych.